# Glucocorticoide

Estructura química del cortisol, principal glucocorticoide secretado por la corteza suprarrenal humana y el esteroide más abundante en la sangre periférica.

Los glucocorticoides son hormonas de la familia de los corticosteroides que participan en la regulación del metabolismo de carbohidratos favoreciendo la gluconeogénesis y la glucogenólisis; poseen además actividad inmunosupresora. Su acción reguladora se extiende también al metabolismo intermedio de grasas y proteínas. Los glucocorticoides se producen principalmente en la corteza suprarrenal de los seres humanos y son el cortisol, la cortisona y la corticosterona. El cortisol es el glucocorticoide más importante en el ser humano.
Desde el punto de vista farmacológico son corticosteroides para uso sistémico cuyo fármaco de referencia es la hidrocortisona, que a concentraciones altas puede suprimir la producción de hormona adrenocorticotrópica ACTH en la adenohipófisis.

## Síntesis

La esteroidogénesis; los glucocorticoides están en la elpise verde, a la derecha. Adviértase que no es un grupo estrictamente definido, sino un continuo de estructuras con creciente actividad glucocorticoide, siendo el cortisol el ejemplo primario.

El cortisol y la corticosterona los secretan las células de la capa fascicular de la corteza suprarrenal. Como son hormonas esteroides, se sintetizan a partir del colesterol, por medio de enzimas de la familia del citocromo P450, localizadas en el retículo endoplasmático liso y las mitocondrias. La actividad de algunas de estas enzimas, como la colesterol desmolasa, se incrementa por ACTH. La ACTH (hormona adrenocorticotropa, corticotropina o corticotrofina) la libera la hipófisis anterior en respuesta al estrés, y es el principal estimulador de la síntesis de glucocorticoides.
El cortisol puede sufrir la acción de la enzima 11β-hidroxiesteroide deshidrogenasa, en el hígado y otros tejidos periféricos, formando cortisona.

## Funciones de los glucocorticoides
En general, se dice que los glucocorticoides son necesarios para que el organismo resista situaciones de estrés. El término "estrés" hace aquí referencia a una amplia gama de situaciones que tienen en común el hecho de que favorecen la secreción de ACTH y glucocorticoides; entre ellas podríamos incluir el ayuno, la hipoglucemia, las lesiones físicas (especialmente shock), o la ansiedad y el miedo. Cuando los estímulos estresantes se agudizan y constituyen distrés (estrés negativo) conducen a la muerte en los organismos que han sido adrenalectomizados. 
Los glucocorticoides son hormonas catabólicas. Estimulan la gluconeogénesis en hígado y riñón, de manera que elevan la glucemia. Tienen un cierto efecto antiinsulínico en muchos tejidos periféricos, lo que colabora también en el aumento de la glucemia. Favorecen la degradación de proteínas y aumentan por tanto la liberación de aminoácidos a la sangre, muchos de los cuales se utilizan como sustrato de la gluconeogénesis. También tienen un efecto lipolítico.
Los glucocorticoides tienen un efecto permisivo sobre otras hormonas, de manera que favorecen su función. En este sentido, facilitan los efectos termogénicos y catabólicos de catecolaminas y hormonas tiroideas. También facilitan el efecto vasopresor de las catecolaminas.
El cortisol y los demás glucocorticoides tienen efecto sobre el sistema nervioso central. En la hipersecreción de corticoides (síndrome de Cushing), se produce un cierto estado de euforia, y puede llegar a producirse un trastorno psicótico franco.
Los glucocorticoides tienen la capacidad de reducir dramáticamente las manifestaciones de la inflamación. Esto se debe a sus efectos considerables sobre la concentración, distribución y función de los leucocitos periféricos. Después de una sola dosis de un glucocorticoide de acción corta, la concentración de neutrófilos aumenta, mientras que los linfocitos, monocitos, eosinófilos y basófilos en la circulación disminuyen. La capacidad de estas células para responder a los antígenos y los mitógenos disminuye. Los cambios son máximos a las 6 horas y desaparecen en 24 horas.
Adicionalmente, los glucocorticoides disminuyen la respuesta inflamatoria que sucede por la activación de la fosfolipasa A2. Aumentan algunos fosfolípidos que reducen la síntesis de prostaglandinas y leucotrienos. También aumentan la concentración de lipocortinas que disminuyen la disponibilidad de sustratos para la fosfolipasa. Además disminuyen la expresión de la isoforma de la ciclooxigenasa 2 (COX II).

### Funciones y efectos del cortisol

#### Efectos del cortisol sobre el metabolismo de los glúcidos
•	Estimulación de la gluconeogénesis: Es una de las funciones más conocidas del cortisol, estimula la formación de hidratos de carbono en el hígado aumentando, en la mayoría de las ocasiones, la velocidad de síntesis en un factor de seis o incluso hasta diez. Para ello el cortisol aumenta las enzimas necesarias para convertir los aminoácidos en glucosa en las células hepáticas; esto se debe al efecto de los glucocorticoides sobre la transcripción de ADN en los núcleos de las células hepáticas, con síntesis de los correspondientes ARNm que a su vez se emplean para una síntesis aumentada de las enzimas necesarias para la gluconeogénesis.
Por otro lado, el cortisol provoca la movilización de los aminoácidos, aumentando la disponibilidad de estos en el plasma para entrar en la célula hepática y promover la gluconeogénesis.
Todo esto llevará a un aumento del glucógeno en las células hepáticas
•	Disminución de la utilización de la glucosa: el cortisol produce este efecto en las células de todo el organismo. Aunque se desconoce la causa, la idea más defendida es que el cortisol retrasa directamente la utilización de glucosa en algún punto entre la entrada de la glucosa a la célula y el final de su degradación. Esta idea se apoya en las observaciones de que los glucocorticoides deprimen la oxidación de NADH a NAD; dado que el NADH debe oxidarse en la gluconeogénesis, este efecto reduciría la utilización de glucosa por las células. 
•	Glucemia elevada y diabetes suprarrenal: debido a los efectos del cortisol sobre el aumento de glucógeno y la reducción moderada en la utilización de glucosa, se ve elevada la glucemia. Este proceso, si supera en 50% o más la glucemia normal, se denomina diabetes suprarrenal, que tiene muchas similitudes con la diabetes hipofisaria. Por otro lado, en la diabetes suprarrenal la insulina reduce moderadamente estos niveles, mientras que en la hepática la reducción es muy superior y es mayor que en la hipofisaria.

#### Efectos del cortisol sobre el metabolismo de las proteínas
•	Reducción de las proteínas celulares. El cortisol produce estos efectos en todas las células, menos en las hepáticas. Provoca una disminución de la síntesis de proteínas y un aumento del catabolismo de las mismas; esto se da debido a que el cortisol deprime la formación de ARN y a una disminución del transporte de aminoácidos (sobre todo se da en el músculo y en el tejido linfoide). Si existe mucho cortisol el músculo puede llegar a debilitarse tanto que no sea capaz de mantenerse de pie; y las funciones linfocitarias pueden reducirse hasta una pequeña fracción de lo normal.
•	Aumento de las proteínas hepáticas. Al disminuir las proteínas de todo el organismo, las de las células hepáticas aumentan (también las de las células plasmáticas producidas por el hígado. La diferencia de producción entre las células extrahepáticas y las hepáticas, se cree que es debido a un efecto de cortisol que favorece el transporte de aminoácidos hacia el interior de las células hepáticas (y no a las otras células) y de las enzimas hepáticas necesarias para la síntesis de proteínas.
•	Aumento de los aminoácidos sanguíneos, disminución del transporte de aminoácidos a las células extrahepáticas y aumento del transporte de células hepáticas. Se ha comprobado que el cortisol deprime el transporte de aminoácidos al interior de las células musculares y, quizás de otras células exrahepáticas.
La disminución del transporte de aminoácidos al interior de las células extrahepáticas, reduce la concentración interna de aminoácidos, y en consecuencia, disminuye la síntesis de proteínas. Sin embargo, el catabolismo proteico de las células, continuará enviando aminoácidos (de las proteínas ya existentes) al medio intracelular, para aumentar allí su concentración. Por lo tanto, el cortisol moviliza los aminoácidos de los tejidos no hepáticos, con lo que disminuirán los depósitos tisulares de proteínas.
El aumento de la concentración de aminoácidos, y que el cortisol favorece su transporte al interior de las células hepáticas podría explicar los efectos del hígado para producir:
a)	Aumento de la tasa de desaminación de aminoácidos
b)	Aumento de la síntesis de proteínas por el hígado
c)	Aumento de la formación de proteínas plasmáticas
d)	Aumento de la conversión de aminoácidos en glucosa (aumento de la neoglucogénesis)
Por tanto, es posible que muchos efectos del cortisol sobre los sistemas metabólicos del organismo sean consecuencia de su capacidad para movilizar aminoácidos de los tejidos periféricos al tiempo que aumenta las enzimas hepáticas necesarias para lograr los efectos hepáticos.

#### Efectos del cortisol sobre el metabolismo de las grasas
•	Movilización de ácidos grasos. De una forma similar a la movilización de aminoácidos del músculo, el cortisol va a promover la movilización de ácidos grasos del tejido adiposo. Esta movilización dará como resultado un aumento de la concentración de los ácidos grasos en el plasma. Este transporte se cree que es promovido por la disminución del transporte de glucosa a los adipocitos, que suele ocurrir en condiciones extremas (como la falta de alimentación), donde será necesaria otra fuente de energía (los ácidos grasos). Se trata de un mecanismo lento, que requiere de varias horas.
•	Obesidad causada por el cortisol. Aquellas personas que presenten una secreción de cortisol excesiva, presentarán una obesidad caracterizada por un depósito excesivo de grasa en el tórax, y en las regiones craneales. Se cree que se produce como consecuencia de una sobrealimentación.

#### Función del cortisol en el estrés y en la inflamación
Los traumatismos, infecciones, calor o frío intenso, inyecciones de noradrenalina, cirugías, inyecciones subcutáneas de necrotizantes y cualquier enfermedad debilitante provocan un aumento de la liberación de cortisol. Se cree que este aumento puede ser beneficioso porque movilizan rápidamente las grasas y aminoácidos (esto facilita la producción de energía y la formación de sustancias como la glucosa, purinas o pirimidinas).
•	Efectos antiinflamatorios del cortisol
La principal función del cortisol es la de bloquear la inflamación causada por cualquier tipo de daño, e incluso anularla antes de que ocurra (véase el proceso de inflamación).
La inflamación es inhibida por parte del cortisol, en las primeras etapas (donde se libera gran cantidad de sustancias que activan el proceso inflamatorio y aumenta el flujo sanguíneo y la salida de plasma en la zona dañada)o incluso antes, y si ha comenzado, la finaliza rápidamente.
Uno de los efectos antiinflamatorios más importantes que provoca el cortisol, es la estabilización de las membranas de los lisosomas; hace más resistentes a estas membranas, evitando así que se libere el contenido enzimático que contienen y que aumenta la inflamación.
Otro de los efectos, es la impermeabilidad de los vasos; los hace menos permeables para que se libere menos plasma.
Un tercer efecto, es que disminuye la formación de prostaglandinas y leucotrienos, lo que provoca una reducción de la movilización de leucocitos y de la fagocitosis en la zona afectada.
Además, reduce la producción de linfocitos T porque inhibe el sistema inmunitario (esto reduce las reacciones que se producen en el tejido y que aumentarían la inflamación).
Por último, reduce la temperatura (evita la fiebre) debido a que reduce los niveles de interleuquina-I, y como consecuencia también se reduce la vasodilatación.
Incluso cuando la inflamación ha madurado, la administración de cortisol provoca una reducción de los efectos en poco tiempo(quizás como consecuencia de la movilización de aminoácidos para reparar los tejidos, por el aumento en la producción de glucosa, o por la movilización de grasas para aporte energético).
Por todo lo mencionado, la administración de cortisol, es importante en el tratamiento de enfermedades como la artritis reumatoide, la fiebre reumática o la glomerulo nefritis. El cortisol no corrige el proceso básico de la inflamación, pero evita los efectos nocivos de su respuesta.

#### Otros efectos del cortisol
Aunque el cortisol es predominantemente un glucocorticoide, a elevadas concentraciones tiene también efecto mineralocorticoide. Contribuye a la mantención del volumen extracelular y provoca una leve retención de sal y agua. Además sensibiliza a las arteriolas frente a la acción de vasoconstrictores como la adrenalina; las últimas condiciones promueven la aparición de hipertensión arterial cuando existe exceso de glucocorticoides

##### Sobre la alergia
Bloquea la respuesta inflamatoria de las alergias. Dado que la respuesta inflamatoria suele ser la responsable de muchos de los efectos de las alergias, la administración de cortisol palía estos efectos. Por ejemplo el cortisol puede llegar a evitar la muerte en un choque anafiláctico.

##### Sobre las células sanguíneas y la inmunidad en las enfermedades infecciosas
La administración de cortisol, o un aumento excesivo de este por la glándula suprarrenal provoca un aumento en los neutrófilos y una reducción de eosinófilos y linfocitos en la sangre. Además puede llegar a producir la atrofia del sistema inmunitario, y por tanto de células T y anticuerpos; en consecuencia, el individuo que lo sufra tendrá una mayor disposición a adquirir enfermedades infecciosas o incluso letales, debido a la reducción de la eficacia de su sistema inmune. Aunque por otro lado, esta reducción del sistema inmunitario, facilita que no se produzcan rechazos de trasplantes.
Los glucocorticoides estimulan la eritropoyesis, dando lugar a un aumento en el número de hematíes, llamado poliglobulia.

##### Acción permisiva
Para que varias reacciones metabólicas ocurran deben estar presentes pequeñas cantidades de glucocorticoides, aunque ellos no sean los que producen las reacciones en sí.
Los efectos permisivos incluyen la necesidad de glucocorticoides para que el glucagón y las catecolaminas ejerzan su acción calórica, para que las catecolaminas alcancen sus efectos lipolíticos y para que produzcan la respuesta presora.
En animales con insuficiencia suprarrenal el músculo liso vascular pierde su capacidad de respuesta a la adrenalina y noradrenalina; los capilares se dilatan y finalmente se vuelven permeables a los pigmentos coloides. Es probable que la falta de respuesta a la noradrenalina liberada en las terminaciones nerviosas norardrenérgicas afecte a la compensación vascular a la hipovolemia de la insuficiencia suprarrenal y promueve el colapso cardiovascular. Los glucocorticoides restauran la capacidad de respuesta vascular.

##### Efecto sobre el sistema nervioso
En caso de insuficiencia suprarrenal, se dan cambios en le sistema nervioso que se revierten solo con glucocorticoides, incluyen la aparición de ondas electroencefalográficas más lentas del ritmo normal y cambios en la personalidad de tipo ligero como irritabilidad, aprehensiones e incapacidad para concentrarse.

##### Efectos sobre el metabolismo del agua
La insuficiencia suprarrenal se caracteriza por la incapacidad de secretar una carga de agua, la carga al final se excreta pero es tan lenta que existe el peligro de intoxicación por agua. Solo los glucocorticoides reparan este defecto.
En pacientes con insuficiencia y que no reciben glucocorticoides la glucosa puede causar fiebres altas (“fiebre por glucosa”) seguida de colapso y muerte. Se supone que la glucosa se metaboliza, el agua diluye el plasma y el gradiente osmótico resultante entre el plasma y las células determina que las células del centro termorregulador del hipotálamo se hinchen tanto que se interrumpa su función.
Se desconocen las causas de esta anomalía. Las concentraciones plasmáticas de vasopresina se elevan en la insuficiencia suprarrenal y disminuyen con le tratamiento de glucocorticoides. El índice de filtración glomerular es bajo y tal vez ello contribuya a la deficiencia en la excreción de agua. El efecto selectivo de los glucocorticoides en la excreción anormal de agua es consistente con esta posibilidad porque, aunque los mineralocorticoides mejoren la filtración mediante la restauración del volumen plasmático, los glucocorticoides elevan el índice del filtración glomerular en mucha mayor medida.

##### Efectos del cortisol en el embarazo

###### Metabolismo materno del cortisol
El metabolismo del cortisol se altera considerablemente durante el embarazo, en el cual aumenta de modo progresivo su nivel en el plasma materno. El ritmo circadiano normal de secreción de cortisol persiste, si bien los niveles plasmáticos de la hormona correspondientes a las últimas horas de la tarde y las primeras de la noche no presentan una disminución tan acusada como la que se observa en mujeres no embarazadas o después del tratamiento con estrógenos.
El nivel de transcortina en plasma también aumenta progresivamente, desde unos 3,5 mg% hasta un pico en el tercer trimestre, de 7-10mg%. Los niveles elevados de trasncortina durante la gestación se deben probablemente a los valores aumentados de estrógenos en sangre, y es probable que la sustancia activa sea el estradiol-17β, ya que el estriol no tienen influencia sobre el nivel de transcortina. La progesterona no influye en el nivel plasmático de transcortina.
En el curso de la gestación, la excreción urinaria de metabolitos del cortisol no se modifica o aumenta sólo levemente. Existe una disminución de la excreción en la orina de los metabolitos 5α reducidos del cortisol y de la corticosterona.
Estudios recientes demuestran que en la mitad y en la parte final del embarazo los 17-hidroxiesteroides urinarios y el índice de secreción de cortisol están disminuidos. Por tanto, la concentración plasmática aumentada de cortisol no es consecuencia de un aumento de la secreción de la hormona.
La excreción urinaria de cortisol libre o no conjugado está aumentada durante el embarazo, siendo los valores de 10-80 µg/día en la mujer no embarazada y de 90-140 μg/día durante la gestación. Estos datos corroboran que hay un pequeño aumento del cortisol libre del plasma, puesto que su excreción está en función de la concentración global de cortisol plasmático no ligado.
Aunque las mujeres embarazadas no manifiesten signos ni síntomas evidentes del hipercortisolemia (síndrome de Cushing), hoy existe coincidencia en que los niveles plasmáticos de cortisol libre o no ligado aumentan durante el embarazo. Dado que el embarazo no se acompaña de modificaciones del índice de secreción de cortisol, es muy probable que exista un reajuste del punto fijo en la retroacción negativa entre el cortisol no ligado y la ACTH.

###### Metabolismo fetal del cortisol
La corteza suprarrenal del feto humano es diferente a la del adulto. En el feto, la porción de la glándula que en el adulto se convertirá en la zona glomerular, zona fasciculada y zona reticular constituye sólo una pequeña parte de la corteza.
La hipófisis fetal humana produce la mayoría, si no todas, las hormonas peptídicas de la glándula adulta, incluida la ACTH. Las suprarrenales de los fetos anencefálicos se desarrollan normalmente durante las primeras 20 semanas de gestación, pero a continuación la zona fetal involuciona. Por lo tanto, en el desarrollo temprano el crecimiento de la suprarrenal fetal puede estar mantenido por HCG placentaria (gonadotropina coriónica humana) o por una adrenocorticotropina placentaria.
La corteza suprarrenal del feto es capaz de sintetizar un gran número de esteroides, principalmente mediante la transformación de la pregnenolona y de la progesterona procedentes de la placenta. La zona fetal de la corteza suprarrenal fetal, que ocupa cerca del 80% de la glándula, se desarrolla durante la segunda mitad del embarazo bajo la influencia de la ACTH hipofisiaria del feto, y posiblemente de las gonadotropinas coriónica y de la hipófisis fetal, y quizá de la prolactina, cuya secreción guarda estrecha relación con las fases de crecimiento de la suprarrenal fetal.
Cuando se encuentra con las grandes cantidades de pregnenolona placentaria, la suprarrenal fetal forma principalmente deshidroisoandrosterona (pregnenolona, 17α-hidroxipregnenolona, deshidroisoandrosterona, sulfato de deshidroisoandrosterona).
La concentración de cortisol en el plasma materno es unas 4 veces superior al nivel plasmático fetal. Esta baja concentración de cortisol en el feto puede deberse en parte a la baja concentración de transcortina plasmática, que en la madre es de 8-9 mg% y en el fetal de 1.5-2.0 mg%. Las afinidades de unión del cortisol para la transcortina fetal y materna son las mismas.

###### Cortisol en el parto
Recientemente se ha supuesto que el trabajo de parto se inicia por medio de una señal que proviene del feto, y que esta señal bioquímica consiste en un aumento de la secreción suprarrenal fetal de cortisol.
En el ser humano, cuando se produce un parto espontáneo los niveles séricos de cortisol en el cordón umbilical aumentan 2-4 veces si la salida del feto es naturalmente vaginal o por contraparte a través de una cesárea. Sin embargo, los niveles no se modifican si el parto es inducido.
Los niveles de cortisona en el suero del cordón umbilical aumentan si el parto es espontáneo o inducido, lo que hace pensar que el cortisol sérico del cordón refleja la secreción adrenocortical fetal, mientras que el aumento en el nivel de cortisona es secundario a la transferencia de cortisol materno a través de la placenta.
El cortisol en el líquido amniótico muestra una buena correlación con el presente en el plasma del cordón, pero no con el del plasma materno. Durante el embarazo se produce un aumento del cortisol en el líquido amniótico, entre la semana 10-15 (0.5 μg %), y otro entre la semana 35-37 (1 μg %), seguidos de una elevación brusca en las últimas una o dos semanas antes del comienzo del trabajo de parto (2-3 μg %).
Esto indica que, poco antes del comienzo del parto espontáneo se produce un aumento del cortisol fetal con independencia del nivel materno. Algunos investigadores han sugerido que el aumento del cortisol fetal que se aprecia durante el parto es consecuencia del estrés producido por el parto.
No obstante, los bajos niveles de cortisol en niños nacidos de un parto inducido demuestran que los valores altos de esta hormona durante la parturición no son meramente secundarios al trabajo de parto. En recién nacidos afectados del síndrome de sufrimiento respiratorio se han encontrado niveles plasmáticos de cortisol bajos, habiéndose señalado que la administración de glucocorticosteroides a las madres puede evitar dicho síndrome en los niños prematuros.

##### Cortisol en el ejercicio
El entrenamiento de la resistencia es un gran generador de cortisol si este es mayor a 40 minutos y de una moderada intensidad.
Algunos estudios han mostrado que la ruptura de proteínas puede llegar de un 5% a un 20%. Aún elevaciones suaves en el cortisol sérico, pueden aumentar la concentración de glucosa plasmática y el catabolismo proteico en pocas horas en individuos sanos.
Inhibe los niveles de la hormona del crecimiento (GH), estimulando la liberación de somatostatina (el antagonista de la GH). Se comprobó también que reduce la expresión de IGF-I, el factor anabólico por excelencia relacionado con la insulina. IGF-I se sintetiza en el hígado a partir de la GH Responsable de la mayoría de los efectos positivos de la GH .
Inhibe a la gonadotrofina y a la hormona estimuladora de la tiroides (TSH). Es por esto que los esteroides sexuales y factores de crecimiento, se vuelven resistentes a dichas sustancias.
Suprime la acción de una enzima llamada 5' deiodinasa, que es la que activa la hormona tiroidea T4 parcialmente activa, en T3 (totalmente activa). Con una consecuencia interesante: disminuir la tasa metabólica, y hacer más difícil la pérdida de grasa corporal. Aparte de distribuirla preferentemente en la zona periabdominal.
En individuos sobreentrenados (definido como un incremento en el volumen y/o intensidad del entrenamiento que conduce a una disminución del rendimiento) los niveles de cortisol aumentan, mientras que los de testosterona disminuyen. Para medir el sobreentrenamiento se usa un cociente: testosterona : cortisol. Si su relación es mayor a 1 significa que el atleta está anabolizando y si es menor, que esta sobreentrenado, es decir que está desentrenándose.
Los niveles aumentados de cortisol ejercen un efecto adverso en los niveles de testosterona. De hecho, uno de los principales efectos anti-catabólicos de la testosterona y de los anabólicos esteroides, es la disminución del metabolismo del cortisol muscular.
Esta es una de la razones por las cuales muchos atletas pueden sobreentrenar cuando toman anabólicos esteroides, y aun así incrementar su masa corporal magra y su fuerza. Algunas investigaciones indican que la respuesta al cortisol en el entrenamiento de la resistencia se normaliza luego de cerca de cinco semanas, y la relación testosterona : cortisol no se ve afectada adversamente luego de largos períodos de entrenamiento. Esto sugiere una capacidad adaptativa del cuerpo.
La depresión como signo del sobreentrenamiento también tiene su origen en el exceso del cortisol.
Un estudio llevado a cabo para determinar el efecto de distintas intensidades de ejercicio (44.5 +/- 5.5%, 62.3 +/- 3.8%, y 76.0 +/- 6.0% del VO2máx) sobre los niveles de cortisol salival, ha demostrado que el ejercicio menor a 40 minutos de duración no produce diferencias significativas cualquiera sea la intensidad. Sólo durante el ejercicio de más alta intensidad, el cortisol fue significativamente más alto a los 59 minutos de ejercicio. Estos datos sugieren que sólo el ejercicio de alta intensidad y larga duración produce elevaciones significativas de cortisol salival.
Un estudio realizado con distintos volúmenes de ejercicio (alto, moderado y bajo), muestra que los niveles de cortisol tienden a ser más altos luego del mayor volumen, pero las diferencias no son significativas. Sin embargo, los niveles de cortisol vuelven más rápido a los valores basales, cuando el volumen es bajo o moderado, mientras que permanecen altos luego de un gran volumen de ejercicio de resistencia.
El cortisol en exceso puede conducir también a la hipertensión, por causa de retención de sodio y excreción de potasio, sin embargo, es necesario por sus efectos antiinflamatorios, por lo que deben existir ciertos niveles que aseguren su función.

## Regulación de la secreción del cortisol
•	Control de la secreción de cortisol por la ACTH (hormona adrenocorticotropa de la hipófisis).
La secreción de cortisol está controlada casi en su totalidad por la ACTH, un polipéptido de treinta y nueve aminoácidos secretado por la hipófisis anterior ( también llamada corticotropina o adrenocorticotropina)
•	Control de la secreción de ACTH por el hipotálamo
En el hipotálamo existe el factor liberador de corticotropina (CRF= corticotropin releasing factor), que es secretado en la zona media del hipotálamo (concretamente, en el plexo capilar del sistema portal hipofisario) y luego trasladado a la hipófisis anterior donde induce la secreción de ACTH.
El CRF es un polipéptido de 41 aminoácidos, secretado por los cuerpos celulares de las neuronas que se encuentran en el núcleo paraventricular del hipotálamo. Sin CRF, existirían mínimas cantidades de ACTH.
•	Mecanismo por el que la ACTH activa las células de la corteza suprarenal para producir esteroides
El principal efecto de la ACTH es la activación de la adenililciclasa de la membrana de las células de la corteza suprarrenal; como consecuencia se induce la formación de AMP cíclico que actuará como segundo mensajero. El aumento de AMP cíclico activa enzimas intrecelulares que formarán las hormonas corticosuprarrenales. Una de esas enzimas es la proteín quinasa A, que es la encargada de convertir colesterol en pregnenolona; este paso es "limitante" para la formación de hormonas coricosuprarrenales, por eso es muy importante la estimulación con ACTH para la formación de cualquier hormona suprarrenal.
Por otro lado, la activación continua por parte de ACTH en la corteza suprarrenal, pueden provocar además de un aumento de la actividad secretora, la hipertrofia y proliferación de las células de la corteza suprarrenal(sobre todo donde se secreta cortisol y andrógenos)

### Efecto del estrés fisiológico sobre la secreción de ACTH y sobre la secreción corticosuprarrenal
Cualquier tipo de estrés puede dar lugar a un aumento de la secreción de ACTH, y en consecuencia también de cortisol.
Los estímulos dolorosos causados por lesiones tisulares o de estrés físico son transmitidos por el tronco encefálico hacia el hipotálamo, donde se secreta la CRH que estimula la secreción de cortisol en el torrente sanguíneo.
Por otro lado, se cree que el sistema límbico aumenta su actividad como consecuencia de un estrés mental, sobre todo en amígdalas e hipocampo; y es desde el hipocampo, desde donde se emiten las señales hacia el hipotálamo.
•	Efecto inhibidor del cortisol sobre el hipotálamo y la hipófisis anterior para disminuir la secreción de ACTH.
El cortisol produce retroalimentación negativa sobre el hipotálamo y la hipófisis anterior. Es decir, cuando hay altos niveles de cortisol, la secreción de ACTH se inhibe hasta que se alcancen niveles normales de cortisol.

### Resumen del sistema control
Ya mencionamos que el estrés es un punto de regulación de la secreción, y además existe una retroalimentación negativa por parte del cortisol en el hipotálamo y en la hipófisis anterior. No obstante, los efectos del estrés van a ser los más importantes para la regulación de la secreción del cortisol. Sin embargo, también existen otros factores.
•	Ritmo circadiano de la secreción de glucocorticoides
Los niveles de CRF, ATCH y cortisol son elevados en las primeras horas de la mañana, pero bajan a última hora de la tarde. Esto ocurre debido a la alteración cíclica de 24 horas de las señales procedentes del hipotálamo. Por lo tanto, las determinaciones de cortisol tienen valor cuando se expresan indicando el momento del ciclo en que se realizaron.
Un individuo con alteraciones del sueño, también alterará los ciclos circadianos de cortisol.

### Secreción de hormona estimulante de los melanocitos, de lipotropina y de endorfina en asociación con ACTH
Antes de la secreción de la ACTH como tal, se secreta una prehormona más grande que el ACTH, llamada proopiomelanocortina o melanocortina (POMC), que contiene como una de sus subunidades, a la corticotropina. La POMC, también tiene como subunidades a la hormona estimulante de melanocitos o melanocortina (MSH), la betalipotropina (ß-LPH) y la betaendorfina, que, junto a otras familias de péptidos, conforma el sistema opioide endógeno. 
La MSH, es la responsable de la formación de melanina por parte de los melanocitos presentes en la dermis y en la epidermis. Esta hormona tiene niveles especialmente altos en algunos animales inferiores, que presentan un "lóbulo" intermedio entre los lóbulos hipofisarios anterior y posterior, llamado pars intermedia. En este caso, la MSH, está controlada en respuesta a la luz que recibe el animal o en respuesta a otros factores ambientales, pero independientemente del hipotálamo. Por ejemplo, algunos animales árticos tienen pelo oscuro en verano y blanco en invierno.
La ACTH, debido a su semejanza con MSH (provienen de la misma prehormona), tiene un efecto estimulador sobre los melanocitos. Además, debido a que las secreciones de MSH son bajas, es probable que la mayor parte de la secreción de melanina por parte de los melanocitos sea debida a ACTH ya que se secreta en mayores cantidades.

## Alteraciones de la secreción corticosuprarrenal

### Enfermedad de Addison
Esta enfermedad se debe a la secreción insuficiente de glucocorticoides y mineralocorticoides, con hipoglucemia, alteraciones del equilibrio del sodio y del potasio, deshidratación, hipotensión, pérdida ponderada del peso corporal y debilidad generalizada.
La secreción insuficiente de glucocorticoides causa que se dificulte mantener la glucemia normal entre las comidas, porque no puede sintetizar cantidades importantes de glucosa por gluconeogénesis. La ausencia de cortisol reduce la movilización de las proteínas y las grasas de los tejidos, por lo que también deprime muchas funciones metabólicas.
La secreción insuficiente de mineralocorticoides provoca una falta de secreción de aldosterona reduciendo mucho la reabsorción de sodio por el túbulo renal, permitiendo la pérdida de grandes cantidades de agua y de iones sodio y cloruro por la orina. Como el líquido extracelular se reduce, el volumen plasmático disminuye, la concentración de eritrocitos aumenta y el gasto cardíaco se reduce.
Otra de las características de esta enfermedad es la coloración característica de la piel que da un aspecto ceniciento o amarillo parduzco, por estímulo de los melanocitos causado por una gran secreción de ACTH como consecuencia de una retroalimentación inadecuada debido a la disminución de cortisol.
Los pacientes deben recibir tratamiento con corticoides o fallecen al cabo de unos pocos días debido al desequilibrio electrolítico grave y a la deshidratación, casi siempre con un cuadro de shock circulatorio. Sin embargo, estas personas podrán vivir durante muchos años si se le administran pequeñas cantidades diarias de mineralocorticoides y glucocorticoides.

### Síndrome de Cushing
El exceso de corticosteroides da lugar a este síndrome, que puede deberse principalmente a la presencia de un tumor en la corteza suprarrenal o a un tratamiento farmacológico prolongado con corticoides. 
En caso de que la causa sea por hipersecreción de ACTH por parte de la hipófisis anterior entonces se le llamará Enfermedad de Cushing.
El Síndrome de Cushing se caracteriza por alteraciones del metabolismo de los hidratos de carbono y las proteínas, hipertensión y debilidad muscular. Las alteraciones metabólicas le dan al cuerpo un aspecto hinchado y también pueden inducir modificaciones estructurales como las denominadas “joroba de búfalo” por movilización de la grasa de la parte inferior del cuerpo y su depósito simultáneo en las regiones torácicas y superior del abdomen, y “cara de luna” debida a edema facial. La potencia andrógena de algunas hormonas puede causar acné e hirsutismo (exceso de crecimiento de vello facial). Como los glucocorticoides ejercen un efecto sobre el catabolismos de las proteínas, las proteínas tisulares, a excepción de las del hígado, experimentan un descenso, y esa pérdida de las proteínas musculares se manifiesta por intensa debilidad y la falta de síntesis proteica en los tejidos linfáticos conlleva la supresión del sistema inmunitario haciendo que estos enfermos sean más susceptibles a las infecciones. En otros casos, el menor depósito de proteína en los huesos suele provocar una osteoporosis grave con la debilidad ósea consiguiente.
El tratamiento depende de la causa. Si es causado por el uso de corticosteroides se debe disminuir lentamente la dosis del fármaco (si es posible) bajo supervisión médica. Si no se puede dejar de tomar el medicamento debido a la enfermedad, se debe vigilar con cuidado el azúcar alto en la sangre, los niveles altos de colesterol y la densidad ósea para prevenir la osteoporosis. Si el Síndrome de Cushing es causado por un tumor hipofisario o suprarrenal o un tumor que segregue corticotropina el tratamiento es la extirpación quirúrgica del tumor seguida a veces de radiación y complementada con terapia de reemplazo con hidrocortisona (cortisol) después de la cirugía que posiblemente se requiera continuar durante toda la vida.

## Mecanismo de acción
Los glucocorticoides presentan receptores citoplasmáticos que se encuentran como subunidades separadas y bloqueadas por proteínas regulatorias llamadas hsp90 (proteína de shock térmico de 90 kDa), las cuales cumplen su función como chaperonas, otorgándole al receptor la conformación óptima para recibir a la hormona e impidiendo que los receptores formen estructuras diméricas que ingresen al núcleo en ausencia de la hormona. Al producirse la unión de la hormona y el receptor, se produce un cambio conformacional que conduce a la separación de las hsp90 y la dimerización de los receptores. La estructura dimerizada ingresa al núcleo, vía complejo del poro nuclear, y se une a sitios específicos del ADN llamados "Elementos de Respuesta a Hormona", los cuales forman parte de la estructura del promotor del gen a regular. Es a través de ellos que estas hormonas modificarán la expresión de los genes de la célula diana, sea estimulando su expresión o inhibiendola.
Los efectos inmunosupresores de los glucocorticoides se deben principalmente a la disminución en la producción de interleucina 2 y al bloqueo de la migración de macrófagos. Los glucococorticoides son útiles para inhibir el rechazo de trasplantes porque disminuyen la liberación de antígenos por parte del injerto e intervienen en la sensibilización y formación de anticuerpos ante él.
El cortisol entra a la célula blanco por difusión y se une a su receptor, uniéndose a sitios específicos en el ADN, produciendo un aumento en la síntesis de ARN y de proteínas de acuerdo al tipo de célula blanco. Así, las acciones fisiológicas de los glucocorticoides incluyen regulación de la síntesis proteica, metabolismo de proteínas, carbohidratos, lípidos y ácidos nucleicos.
- Metabolismo de los carbohidratos: Los glucocorticoides aumentan la glicemia actuando como un antagonista de la insulina y suprimen la secreción de insulina. Así inhiben la captación de glucosa por los tejidos periféricos y promueven la gluconeogénesis.

- Metabolismo de las proteínas: Se produce un efecto catabólico con aumento de la destrucción proteica y excreción de nitrógeno.

- Los glucocorticoides aumentan el glicógeno hepático y promueven la gluconeogénesis, produciendo una movilización de los aminoácidos glicogénicos que provienen de estructuras de soporte como músculo, piel, hueso y tejido conectivo; inhiben también la síntesis de proteína y la captación de aminoácidos.

- Ácidos grasos: Los glucocorticoides regulan la movilización de ácidos grasos produciendo activación de la lipasa celular.

Los glucocorticoides tienen propiedades antiinflamatorias que están probablemente relacionadas con sus acciones en el territorio microvascular y también por efectos celulares. El cortisol mantiene la respuesta vascular normal a factores vasocontrictores y se opone a los aumentos de permeabilidad capilar característicos de las inflamaciones agudas.
Induce además el aumento de los leucocitos polimorfonucleares, produce desaparición de los eosinófilos circulantes y disminuye la actividad de los linfocitos T. El cortisol por esta vía altera la inmunidad celular y humoral. Además los glucocorticoides inhiben la producción y/o la acción de mediadores locales de la inflamación como linfokinas y prostaglandinas.
El cortisol responde en minutos a una variedad de estrés físico y psíquico (trauma, cirugía, ejercicio, ansiedad, depresión). La hipoglucemia y la fiebre también son potentes estímulos para la secreción de ACTH y, consecuentemente, de cortisol.

## Transporte, metabolismo y excreción de corticoides

### Fijación del cortisol
El cortisol se une con una globulina alfa o alfa globulina circulante llamada transcortina o globulina fijadora de corticosteroide (CBG). También se une en menor cantidad con la albúmina, por tanto la vida media del cortisol en sangre es de unos 60 a 90 min. Los esteroides unidos no tienen actividad fisiológica. Debido a esta unión con las proteínas existe una pequeña proporción de cortisol libre en la orina.
El cortisol unido a proteínas funciona como reservorio circulante de la hormona que mantiene un suministro de cortisol libre disponible para los tejidos. Con concentraciones normales de cortisol plasmático (375nmol/L) existe muy poco cortisol libre en el plasma, pero los sitios de unión en la CBG se saturan cuando el cortisol rebasa los 20 microgramo/dL. Con concentraciones plasmáticas más altas se registra un aumento en la unión con la albúmina, pero lo que más aumenta es la fracción libre.
La CBG se sintetiza en el hígado y aumenta por efecto del estrógeno, las concentraciones de CBG aumentan con el embarazo y disminuyen cuando el hígado se ve afectado como pasaría con la cirrosis, nefrosis, y mieloma múltiple.
Cuando la concentración de la globulina aumenta, se une más cortisol y al principio disminuye el cortisol libre. Estimula la secreción de ACTH y se secreta más cortisol hasta alcanzar un nuevo equilibrio en el cual el cortisol unido se incrementa pero el libre permanece normal. Ocurren cambios en sentido contrario cuando disminuye la concentración de CBG. Esto explica por qué las embarazadas tienen concentraciones altas del cortisol total sin síntomas por exceso de glucorticoides y por el contrario, porque algunos pacientes con nefrosis tiene cifras bajas de cortisol plasmático total sin síntomas de deficiencia glucocorticoide.

### Metabolismo y excreción
El cortisol se metaboliza en el hígado que es el principal sitio de catabolismo de los glucocorticoides. La mayor parte del cortisol se reduce a hidrocortisol y luego a tetrahidrocortisol, el cual se conjuga con ácido glucurónico. El sistema de la transferasa de glucuronilo que permite esta conversión también cataliza la formación de glucurónidos de bilirrubina, así como varias hormonas o fármacos. Existe una inhibición competitiva entre estos sustratos por el sistema enzimático.
El hígado y otros tejidos presentan la enzima 11β-hidroxiesteroide deshidrogenasa. Existen al menos dos formas de esta enzima. La de tipo I cataliza la conversión de cortisol en cortisona con la reacción inversa, aunque principalmente funciona como reductasa y forma cortisol a partir de corticosterona. La de tipo II cataliza casi en forma exclusiva la conversión de una vía de cortisol en cortisona. La cortisona es un glucocorticoide activo porque se convierte en cortisol y es bien conocida por su uso frecuente en medicina. Las glándulas suprarrenales no secretan cantidades apreciables de este compuesto. De la cortisona que produce el hígado, poca o ninguna llega a la circulación debido a que rápidamente se reduce y se conjuga  formando glucurónido de tetrahidrocortisona. Los derivados tetrahidroglucurónidos (“conjugados”) de cortisol y corticosterona permanecen solubles y libres. Entran a la circulación, donde no se unen con proteínas. Se excretan con rapidez en la orina, en parte por secreción tubular.
Cerca del 10% del cortisol secretado se convierte en derivados 17-cetoesteroides de cortisol y cortisona en el hígado. La mayor parte de los cetoesterósidos se conjugan con sulfato y luego se excretan en la orina. Se forman otros metabolitos, existe una circulación enterohepática de glucorticoides y cerca del 15% del cortisol secretado se excreta en las heces. El metabolismo de la corticosterona es similar al del cortisol, excepto en que no se forma un derivado 17-cetoesteroide.

### Variación en la velocidad del metabolismo hepático
La velocidad de la desactivación de los glucocorticoides disminuye en las enfermedades hepáticas y durante intervenciones quirúrgicas y otras situaciones de estrés, lo cual resulta interesante. Por tanto, en humanos sometidos a estrés, la concentración plasmática de cortisol se eleva más que con la estimulación máxima de ACTH en ausencia de estrés.

## Glucocorticoides sintéticos
Son utilizados como antiinflamatorios e inmunodepresores

### La dexametasona (y sus derivados, la dexametasona fosfato sódico y la dexametasona acetato)
Se absorbe rápidamente por vía oral. Las máximas concentraciones plasmáticas se obtienen al cabo de 1-2 horas. La duración de la acción, depende del modo de la inyección (intravenosa, intramuscular o intraarticular) y de la irrigación venosa de la zona inyectada. Tras una administración cutánea, el grado de absorción depende de la integridad de ese; en este caso, aumenta en las zonas lesionados y es intensa en los lugares donde el estrato córneo es delgado. 
Sin embargo, con una administración oftálmica de dexametasona, sólo se produce una mínima absorción sistémica.
En la circulación sistémica, la dexametasona se une débilmente a las proteínas plasmáticas, siendo activa la porción no fijada a las proteínas. El fármaco se distribuye rápidamente en los riñones, intestinos, hígado, piel y músculos.
Cabe destacar, que los corticoides pueden atravesar la placenta y se excretarse en la lecha materna. La dexametasona es metabolizada en el hígado originando productos inactivos que son eliminados en la orina (los cuales tardan en eliminarse entre 1.8 y 3.5 horas; biológicamente dura entre 36 y 54 horas).

### Fludrocortisona
Es un corticosteroide, que se usa para ayudar a controlar la cantidad de sodio y los líquidos del cuerpo. Se usa para tratar la enfermedad de Addison (aunque tiene un ala actividad de gluocorticoide) y los síndromes donde se pierden cantidades excesivas de sodio en la orina. 
También se usa para aumentar la presión arterial.

### Prednisona
Se suele tomar por vía oral, pero puede ser administrado por vía intramuscular. Es usado para un gran número de afecciones.
Proviene de la prednisona es una prodroga que es convertida por el hígado en prednisolona, la cual es la forma esteroide activa.

### Triamcinolona
Suele usarse para reemplazar glucocorticoides que el organismo no puede fabricar, o que no fabrica lo suficiente. Alivia la inflamación (hinchazón, calor, enrojecimiento y dolor) y se usa para tratar ciertas formas de artritis; enfermedades a la piel, sangre, riñón, ojos, tiroides y trastornos intestinales (colitis); alergias severas; y asma.

### Betametasona
Se usa para tratar el prurito (picazón), enrojecimiento, sequedad, la formación de costras, despellejamiento, inflamación y el malestar provocados por diversas afecciones a la piel.